# كريستوف ريفيل
كريستوف ريفيل (25 مارس 1979 بدينان في فرنسا - ) (بالفرنسية: Christophe Revel)‏ هو مدرب كرة قدم ولاعب كرة قدم فرنسي في مركز حراسة المرمى. شارك مع منتخب بريتاني لكرة القدم. أما مع النوادي، فقد لعب مع ستاد رين ونادي فان وGSI Pontivy ‏ وبيفيرين.

## وصلات خارجية
- كريستوف ريفيل على موقع قاعدة بيانات كرة القدم.إي يو (الإنجليزية)
- كريستوف ريفيل على موقع ليكيب (الفرنسية)